# Bandicut gigante
El Peroryctes broadbenti, conocido comúnmente como bandicut gigante, es un marsupial de la familia Peramelidae exclusivo de Papúa Nueva Guinea. Descrito por Edward Pierson Ramsay en 1879, es el bandicut de mayor tamaño conocido, siendo la única de las once especies de bandicuts de Papúa Nueva Guinea que supera los 2 kg de peso. De hecho, los machos adultos pueden llegar a pesar más de 4 kg, duplicando el peso de otras especies de bandicuts.